# Kapencar
Kapencar is een bestuurslaag in het regentschap Wonosobo van de provincie Midden-Java, Indonesië. Kapencar telt 4876 inwoners (volkstelling 2010).